# رودريك تايلور
رودريك تايلور (بالإنجليزية: Roderick Taylor)‏ هو مغن مؤلف ومغني وكاتب أغاني وكاتب سيناريو ومنتج تلفزيوني ومخرج وشاعر أمريكي، ولد في 1950.

## وصلات خارجية
- رودريك تايلور على موقع IMDb (الإنجليزية)
- رودريك تايلور على موقع ألو سيني (الفرنسية)
- رودريك تايلور على موقع ميوزك برينز (الإنجليزية)
- رودريك تايلور على موقع أول موفي (الإنجليزية)
- رودريك تايلور على موقع قاعدة بيانات الأفلام السويدية (السويدية)
- رودريك تايلور على موقع ديسكوغز (الإنجليزية)
- رودريك تايلور على موقع قاعدة بيانات الفيلم (الإنجليزية)
- رودريك تايلور على موقع كينوبويسك (الروسية)